# 郍句
郍句（?—?），一作那句，南宋末年位于今云南东部、广西西部的自杞的末代国王。
郍句为防备蒙古修建滇东长城。1253年，蒙古帝国忽必烈和兀良合台、阿术父子率军十万南征云南，丽江主阿良不战而降，大理国皇帝段兴智被俘乃降。丽江、大理协同蒙古帝国东征滇东的自杞国。经过6年的战争，蒙古军以折损十万兵马的代价，1259年，使自杞国抗战失败，灭亡。